# Planetenkinder

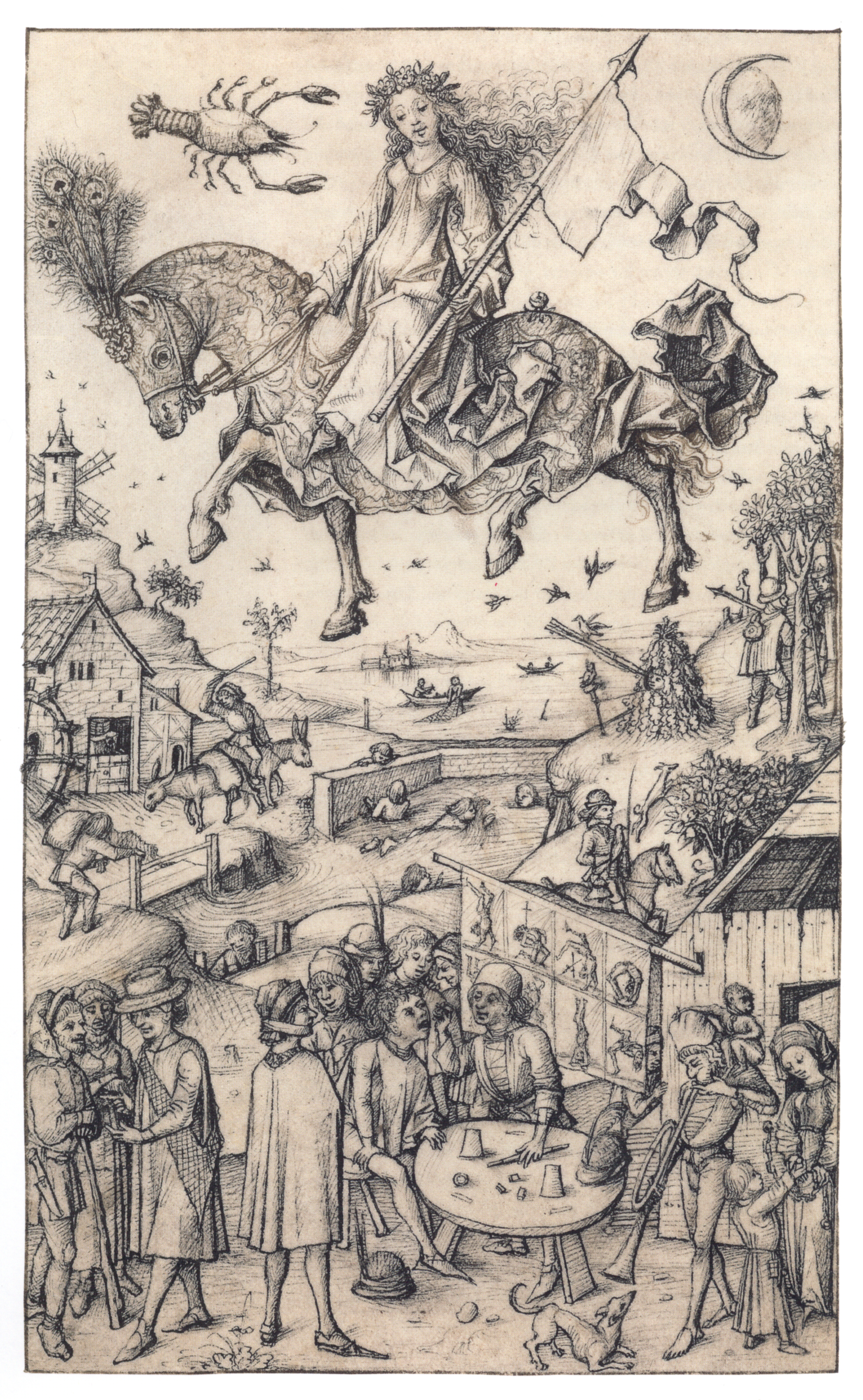
Planetenkinder der Luna, Mittelalterliches Hausbuch der Grafen von Waldburg Wolfegg, fol. 17r, Fürstliche Sammlung, ca. 1470

Die astrologische Vorstellung der Planetenkinder ordnet die Menschen (als unter dem Einfluss eines Planeten geborenen „Planetenkindes“) jeweils einem der sieben klassischen Planeten zu, von denen man annahm, dass diese nach einem auf der vormodernen Kosmologie beruhenden System ihre spezifischen Eigenschaften auf ihre Schützlinge übertrügen.

## Übersicht
Das aus der Antike stammende Konzept erlangte in Europa in Spätmittelalter und Renaissance große kulturgeschichtliche Bedeutung und führte zu eigenständigen Text-, Vers- und Bildtraditionen. Vulgärastrologische Planetenkindertexte sind schon aus der römischen Kaiserzeit bekannt, haben aber erst um 1300 zu bildlichen Darstellungen geführt. Planetenkinderbilder dienen nicht nur als Illustrationen zu den korrespondierenden Texten in Handschriften, Blockbüchern und Frühdrucken, sondern sind häufig auch anderen laienastrologischen Texten und Kalenderwerken beigegeben. Darüber hinaus erscheinen sie in der bildenden Kunst Europas bis zum 17. Jahrhundert, z. B. als Relief, Plastik und Bildfries. Die ausgearbeiteten Planetenkinder-Bilderserien können in gewisser Weise als Erzählungen im Comic-Stil verstanden werden.

## Grundlagen
In der Astrologie, die einer archaisch-mythischen Denkart verpflichtet ist, sind die Kategorien Zeit und Raum weder rein quantitative noch homogene Begriffe. Es zeichnet sich jeder Zeitabschnitt und jede Richtung des Raumes vornehmlich durch qualitative Eigenschaften aus.
Bereits im alten Ägypten fand eine „Vergöttlichung“ der Zeiträume statt. Jedem Zeitabschnitt – z. B. Tagesabschnitte oder Lebensalter – wurde eine besondere Qualität zugewiesen, die meist als Gottheit personifiziert wurde. Alles, was diese Gottheit getan hatte, drückte dem von ihr beherrschtem Zeitabschnitt für immer seinen Stempel auf. Ein solches astrologisch-kosmologisches Raum-Zeit-Konzept findet sich schon in altorientalischen Beschwörungstexten, in denen neben den Naturmächten und Gottheiten auch zeitliche Größen wie Tag, Monat oder Jahr in Erscheinung treten; letztere werden als „komputistische Helfer“ im Ritualgeschehen eingesetzt.
Auch in der mittelalterlichen Kosmologie gibt es diese qualitative Raumauffassung. Das geozentrische Sphärenmodell versteht die Planetensphären nicht als Pendant zur neuzeitlichen Vorstellung der Bewegung der Himmelskörper auf Bahnen. Die Sphären stellen räumliche Abschnitte dar, denen bestimmte Qualitäten innewohnen. Damit beherrschten die astrologisch-kosmologischen Systeme der sieben Planeten und zwölf Tierkreiszeichen in Spätantike und Mittelalter nicht nur den kosmischen Raum, sondern auch die Abschnitte der Zeitsegmentierungen. Diese Zeitherrscher („Chronokratoren“) sind zugleich symbolische Repräsentanten derjenigen Zeitabschnitte, denen sie ihre Eigenschaften einprägen. Als sogenannte Tages- und Stundengötter kam den Planeten(göttern) dabei eine bedeutendere Rolle zu als den Tierkreiszeichen.

## Planetenkinderbilder

### Mond
Auf den Mondkinderbildern sind vor allem Berufe am Wasser dargestellt: Badende, Fischer mit Reusen und Netzen, Mühlen mit Mühlbächen und -teichen, zu denen oftmals ein Esel mit einem Kornsack und Begleitperson unterwegs ist. Außerdem ein Bote, ein Spieler am Spieltisch mit Würfeln und Bechern und ein Vogelfänger mit Leimruten, Trinkende in einer Schenke. Im Hintergrund ein Segelschiff auf dem Wasser.

### Merkur
Auf den Merkurkinderbildern sind vor allem handwerklich-künstlerische Berufe dargestellt: ein Bildhauer beim Behauen einer Statue, ein Goldschmied bei der Fertigung eines Bechers, ein Maler, der ein Altarretabel schafft, ein Orgelbauer, der sein Instrument stimmt, ein Schreiber mit seinem Manuskript, sowie eine Speisetafel, an der in einer kleinen Gruppe gegessen wird.

### Venus

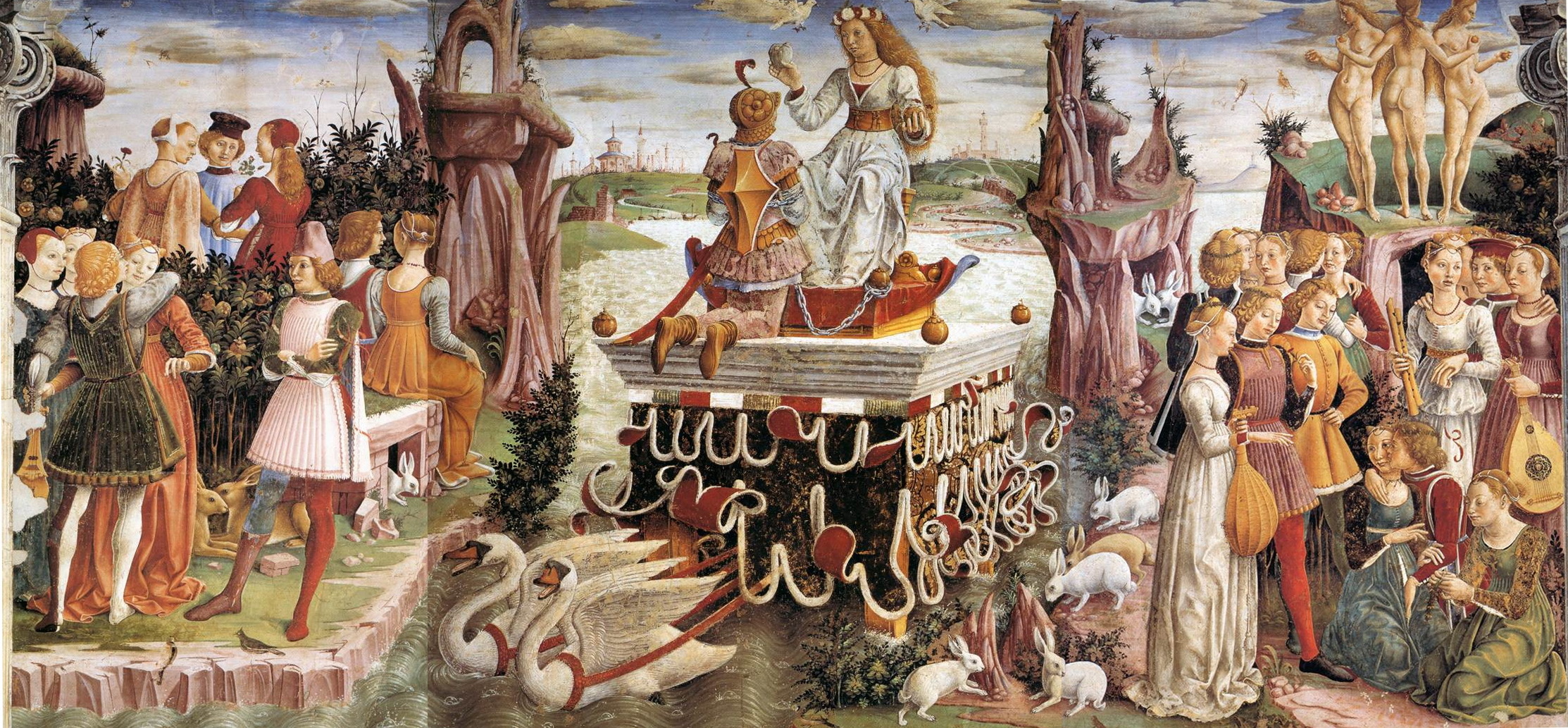
Francesco del Cossa: Monatsbilder im Palazzo Schifanoia in Ferrara. Ausschnitt: Planetenkinder der Venus.

Die Venuskinderbilder zeigen vor allem Liebespaare, die sich umarmen und küssen und sich teils schon in eindeutigen Lagen auf dem Boden befinden. Oft sind auch Männer und Frauen im Bad dargestellt. Weiterhin sind auf den Bildern verschiedene Musizierende dargestellt: Singende mit Notenblättern, Musikanten mit Harfen, Posaunen, Schalmeien und Lauten. Oftmals vollführen einzelne Paare zu der Musik einen höfischen Tanz.

### Jupiter
Auf den Jupiterkinderbildern sind vor allem Menschen bei sportlichen Übungen zu sehen. Ein Mann stößt einen Stein wie beim Kugelstoßen, ein anderer hantiert mit einer langen Stange. Zwei Personen ringen miteinander. Auf dem Boden liegen einige Übungsschwerter. Eine andere Motivgruppe besteht aus Betenden, die vor einem kleinen Altar knien. Außerdem ist ein König mit Krone auf einem Thron zu sehen, vor dem ein Harfenist sein Instrument spielt.

### Mars
Auf den Marskinderbildern befinden sich vor allem Gewaltdarstellungen. Eine Gruppe von teilweise berittenen Soldaten überfällt brandschatzend einige strohbedeckte Häuser. Einige stehen bereits in Brand oder werden gerade mit Fackeln entzündet. Die Soldaten treiben das Vieh weg. Einige Kämpfende sind zu sehen: eine Person erschlägt einen am Boden liegenden Hilflosen mit einer Axt oder einem Knüppel, ein anderer Bildausschnitt zeigt zwei Gegner, die mit Messern oder Schwertern aufeinander einstechen. Eine Frau wird überwältigt, im Hintergrund deutet ein Stier auf einer Kuh die Vergewaltigung an. 

### Sonne
Auf den Sonnenkinderbildern sind Menschen bei Leibesübungen und Wettkämpfen oder Ringkämpfen dargestellt, die ihre Lebenskraft zeigen.

### Saturn
Auf den Saturnkinderbildern sind Menschen dargestellt, die mit Erde, Armut und Alter zu tun haben: pflügende oder Schweine schlachtende Bauern, Gefangene im Block, Bettler, eine Armenspeisung, Korbflechter im Wasser.

### Inhalt und Aufbau

Planetenkinder des Saturn, Holzschnitt, ca. 1470

Die Planeten- und Planetenkindertexte zählen zusammen mit den Lunaren und den Tierkreiszeichenlehren zu den am häufigsten überlieferten laienastrologischen Texten. Diese unterrichten den Leser über die Eigenschaften der sieben klassischen Planeten, ihre Herrschaft über die verschiedenen Zeitabschnitte und ihren Einfluss auf die Menschen.
Die deutschen und lateinischen Planetentraktate befinden sich meist in Sammelhandschriften, oftmals zusammen mit ähnlichen Texten, etwa einem Sphärentraktat oder einer Jahreszeitenlehre. Inhalt und Länge solcher Lehrschriften, die in aller Regel in Prosa abgefasst wurden, variieren je nach Überlieferungsstrang, doch sind ihnen wenigstens die beiden Schwerpunkte „Eigenschaften der sieben Planeten“ und „Planetenkinder“ gemein. Eine Untersuchung der Textgeschichte und der verschiedenen Redaktionen ist noch Aufgabe der Forschung.
Die Textgestalt ist offen und variabel und es existieren eine Reihe von Sonderüberlieferungen. Die Traktate gliedern sich in der Regel in eine Einleitung und sieben gleichförmig aufgebaute Kapitel über die einzelnen Planeten. Die Abschnitte folgen also, abgesehen von kleineren Umstellungen, Dopplungen und variierenden Gewichtungen einem festen Schema. Die Planetenkindertexte werden häufig mit Planeten- und Planetenkinderbildern illustriert.
Das Gliederungsgerüst eines typischen Planetentraktats bildet die Planetenfolge. Diese beginnt für gewöhnlich mit dem Saturn als äußerstem Planeten und endet beim Mond als erdnächstem Planeten. Diese Reihenfolge kann auch umgekehrt werden; sehr selten bildet der „wichtigste“ Planet, die Sonne, den Startpunkt. Ein typisches Traktat beginnt mit einer allgemeinen Einleitung, die einige astrologische und astronomische Merkmale der Planeten nennt und je nach Textzeuge erhebliche Längenunterschiede aufweisen kann. Danach wird jeder Planet gemäß einem festen Schema in einem von insgesamt sieben stereotypen Kapitel vorgestellt. Diese können die „Planetennatur“ beschreiben (z. B. Etymologie des Planetennamens, astrologische Dignitäten, grundlegende astronomische Daten, Planetenverse), die Eigenschaften der „Planetenkinder“ vorstellen (körperliche und charakterliche Merkmale, Berufe und gesellschaftliche Stellung, Planetenkindergedichte) oder den „Planetentag“ und die „Planetenstunde“ charakterisieren (Herrschaftszeiten, Nativitätshoroskope, Elektionen). Je nach Redaktion und Handschrift können weitere Textelemente ergänzt worden sein, etwa die Zusammenhänge zu den römischen Göttern, Ergänzungen zu den Planeteneigenschaften, Listen der von den Planeten beherrschten Stunden und darauf basierende Ratschläge, unterschiedliche Nativitätshoroskope, sowie verschiedene versifizierte Textteile und Illuminationen.

### Monographien
- Dieter Blume: Regenten des Himmels: Astrologische Bilder in Mittelalter und Renaissance. Berlin 2000, ISBN 3-05-003249-9 (Studien aus dem Warburg-Haus 3)
- Anton Hauber: Planetenkinderbilder und Sternbilder. Zur Geschichte des menschlichen Glaubens und Irrens. Straßburg 1916 (= Studien zur deutschen Kunstgeschichte. Band 194). Online.
- Annett Klingner:  Die Macht der Sterne. Planetenkinder: ein astrologisches Bildmotiv in Spätmittelalter und Renaissance. Berlin 2017, ISBN 978-3-00-057688-1 online
- Viktor Stegemann: Aus einem mittelalterlichen deutschen astronomisch-astrologischen Lehrbüchlein: Eine Untersuchung über Entstehung, Herkunft und Nachwirkungen eines Kapitels über Planetenkinder. Reichenberg 1944 (= Prager deutsche Studien. Band 52).
- Markus Mueller: Beherrschte Zeit: Lebensorientierung und Zukunftsgestaltung durch Kalenderprognostik zwischen Antike und Neuzeit. Kassel 2010 (= Schriften der Universitätsbibliothek Kassel. Band 8), hier besonders S. 247–299.

### Aufsätze/Artikel
- Zdravko Blazekovic: Variations on the Theme of the Planets' Children, or Medieval Musical Life According to the Housebook's Astrological Imagery. In: Art and Music in the Early Modern Period: Essays in honour of Franca Trinchieri Camiz. Ed. by Katherine A. McIver. Aldershot, Burlington 2002, S. 241–286, ISBN 0-7546-0689-9
- Francis B. Brévart, Gundolf Keil: ‚Planetentraktate‘ (und ‚Planetenkinder‘-Texte). In: ²VL, Bd. 7, Sp. 715–723.
- Kurt Grasshoff: Leibesübungen in Planetenkinderbildern des 15. und 16. Jahrhunderts: Die Kinder des Planetengottes Sol. In: Stadion 2 (1976), H. 2, S. 218–232.
- Fritz Saxl: Probleme der Planetenkinderbilder. In: Kunstchronik und Kunstmarkt 54 (1918/19), S. 1013–1021.

### Ausgaben
- Iatromathematisches Kalenderbuch: Farbmikrofiche-Ed. der Hs. Tübingen, Universitätsbibliothek, Md 2. Ed. Lengenfelder, München 2005, ISBN 3-89219-063-1 (Codices illuminati medii aevi 63).
- Venus und Mars: Das mittelalterliche Hausbuch aus der Sammlung der Fürsten zu Waldburg Wolfegg. Hg. v. Christoph Graf zu Waldburg Wolfegg. Prestel, München u. a. 1997, ISBN 3-7913-1839-X.
- Gundolf Keil (Hrsg.): Vom Einfluss der Gestirne auf die Gesundheit und den Charakter des Menschen. Das ‘Iatromathematische Hausbuch’, dargestellt am Nürnberger Kodex Schürstab. Band 1: Faksimile, Band 2: Kommentar zur Faksimile-Ausgabe des Manuskriptes C 54 der Zentralbibliothek Zürich. Unter Mitwirkung von Friedrich Lenhardt und Christoph Weißer sowie einem Vorwort von Huldrych M. Koelbing, Faksimile-Verlag, Luzern/Wien/Berlin u. a. 1981–1983, ISBN 3-85672-013-8.